# 영화 포스터

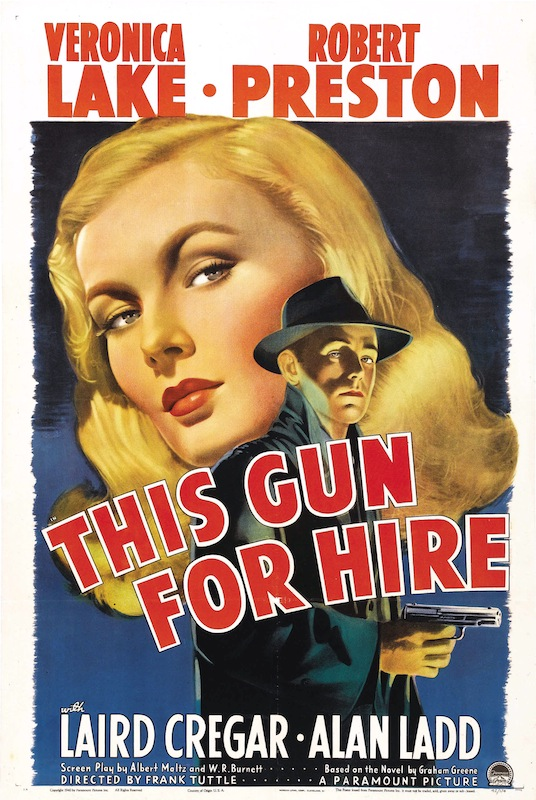
1942년 영화 백주의 탈출의 영화 포스터

영화 포스터(映畫poster)는 영화 상영시 영화 홍보를 위한 포스터이다. 영화 포스터는 주로 유료 고객을 영화관에 보도록 설득하기 위해 영화를 홍보하고 광고하는 데 사용되는 포스터이다. 스튜디오에서는 다양한 국내 및 해외 시장에 맞게 크기와 내용이 다양한 여러 포스터를 인쇄하는 경우가 많다. 일반적으로 텍스트가 포함된 이미지가 포함된다. 오늘날의 포스터에는 주요 배우의 모습이 인쇄되어 있는 경우가 많다. 1980년대 이전에는 사진 대신 일러스트레이션이 훨씬 더 흔했다. 영화 포스터의 텍스트에는 일반적으로 큰 글자로 된 영화 제목과 주요 배우의 이름이 포함되어 있다. 또한 잠재 시청자에게 영화에 대해 알리기 위해 태그라인, 감독 이름, 등장 인물 이름, 개봉 날짜 및 기타 관련 세부 정보가 포함될 수도 있다.
영화 포스터는 영화관 내부와 외부, 거리나 상점 어디에나 전시되는 경우가 많다. 동일한 이미지가 영화 전시업체의 보도자료에 표시되며 웹사이트, DVD(및 역사적으로 VHS) 포장, 전단지, 신문 및 잡지 광고, 영화 홍보와 관련된 기타 모든 언론에도 사용될 수 있다.
영화 포스터는 최초의 영화 공개 전시회부터 사용되었다. 그것은 홀이나 영화관 내부에서 상영될 (단편) 영화의 프로그램을 나열하는 외부 플래카드로 시작되었다. 1900년대 초반에는 영화 장면의 삽화나 여러 장면의 중첩된 이미지 배열이 등장하기 시작했다. 다른 포스터들은 다양한 예술적 스타일로 표현된 장면이나 영화의 주제에 대한 예술적 해석을 사용했다. 영화 포스터는 상대적인 희소성, 상태, 예술가 및 미술사적 중요성으로 인해 최근 몇 년 동안 미술 수집가들로부터 점점 더 많은 사랑을 받고 있다.

## 역사
"마법의 랜턴 쇼"가 아닌 특정 영화의 첫 번째 포스터는 1895년 12월 26일 파리의 그랜드 카페에서 열린 뤼미에르 형제 영화 L'Arroseur arrosé의 상영을 홍보하기 위해 마르셀랭 오졸(Marcellin Auzolle)의 일러스트레이션을 기반으로 했다.